# Un coup de deux milliards de dollars
Pour plus de détails, voir Fiche technique et Distribution.
Un coup de deux milliards de dollars (Diamonds) est un film de casse israélo-américain coécrit et réalisé par Menahem Golan, sorti en 1975.

## Synopsis
Aristocratique et diamantaire britannique, Charles Hodgson décide d'orchestrer un casse afin de s'en prendre à son frère jumeau, Earl, un expert en sécurité qui a construit, dans une banque, un coffre ultra sécurisé, supposé imprenable, à Tel-Aviv, qui abrite des diamants précieux dont la couronne de la Madone de Bethléem. Pour réussir le coup, il compromet un perceur de coffres, Archie, en flagrant délit et le contraint, sous la menace, à accepter le cambriolage de la Compagnie diamantaire de Tel-Aviv. Rejoint par Sally, une voleuse acolyte de Archie, le trio, surveillé par la police locale et Interpol, organise minutieusement leur coup mais Charles tombe amoureux d'une Américaine à la recherche d'un nouvel époux, Zelda Shapiro.

## Fiche technique
- Titre original : Diamonds
- Titre français : Un coup de deux milliards de dollars
- Réalisation : Menahem Golan
- Scénario : Menahem Golan et David Paulsen
- Montage : Dov Hoenig
- Musique : Roy Budd
- Photographie : Adam Greenberg
- Production : Yoram Globus et Menahem Golan
- Société de production : Cannon Group
- Sociétés de distribution : Embassy Pictures et Anchor Bay Entertainment
- Pays de production :  États-Unis,  Israël
- Langue originale : anglais
- Format : couleur
- Genre : film de casse
- Durée : 120 minutes
- Date de sortie  :
  - États-Unis : 22 octobre 1975
  - France : 28 juillet 1976

## Distribution
- Robert Shaw (VF : François Chaumette) : Charles Hodgson / Earl Hodgson
- Richard Roundtree (VF : Med Hondo) : Archie
- Barbara Seagull (VF : Évelyn Séléna) : Sally
- Shelley Winters (VF : Paule Emanuele) : Zelda Shapiro
- Joseph Shiloah (VF : Amidou) : Mustafa
- Shai K. Ophir (VF : Gérard Hernandez) : Moshe
- Gadi Yageel (VF : Philippe Ogouz) : Gaby
- Jona Elian (VF : Lily Baron) : Zippi
- Yehuda Efroni : Salzburg
- Joseph Graber (VF : Raoul Curet) : Rabinowitz
- Bomba Zur (VF : Roger Lumont) : Momo
- Arie Moscona (VF : Jacques Balutin) : Avram
- Arik Dichner (VF : Daniel Gall) : Arik